# Hjalmar von Porat
Carl Hjalmar Wilhelm von Porat, född 6 september 1880 i Österåkers församling, Södermanlands län, död 1950 i Borås, var en svensk ingenjör.
Hjalmar von Porat var son till komminister Carl Gustaf Ulrik Emil von Porat och Anna Cederholm. Han var gift med Signe Bergström, av ingenjörssläkten Bergström. von Porat utexaminerades från Norrköpings tekniska elementarskola 1899. Han var underingenjör vid Uppsala–Gävle Järnväg (UGJ) 1904–1906, maskiningenjör vid Halmstad–Nässjö Järnvägar (HNJ) 1907, vid Stockholm–Roslagens Järnvägar (SRJ) 1908–1916, bedrev enskild ingenjörs- och affärsverksamhet 1917–1922, var trafikchef vid Halmstad–Bolmens Järnväg (HBJ) 1923–1927 och vid Varberg–Borås–Herrljunga Järnväg (VBHJ) från 1928 till pensioneringen. Han utförde i samarbete med Motala Verkstad eldningsapparater för pulverformigt bränsle för lokomotiv, varav ett flertal till Statens Järnvägar. Han var ledamot av drätselkammaren i Borås stad 1930–1933 och ordförande i arbetslöshetskommittén 1933–1934.